# Miyataka Shimizu
Miyataka Shimizu (清水 都貴, Shimizu Miyataka), né le 23 novembre 1981 est un coureur cycliste japonais.

## Biographie
En remportant Paris-Corrèze en 2008, il devient le premier Japonais à gagner une course par étapes en France. Il termine notamment 3e au championnat du Japon sur route en 2011 et 2012 et 2e en 2013.

## Palmarès
- 2003
  -  Champion du Japon du contre-la-montre espoirs
- 2005
  - 3e du Tour de Hokkaido
- 2007
  - Tour de León :
    - Classement général
    - 1re étape
- 2008
  - Classement général du Tour de Kumano
  - Paris-Corrèze :
    - Classement général
    - 1re étape

  - 2e du Tour de Okinawa
- 2009
  - 3e du Kumamoto International Road Race
- 2010
  - 2e étape du Tour de Taïwan
  - Tour de Martinique :
    - Classement général
    - 7e étape

  - Tour de Hokkaido :
    - Classement général
    - 2e étape
- 2011
  - 2e du Tour de Thaïlande
  - 3e du championnat du Japon sur route
- 2012
  - 3e du championnat du Japon sur route
- 2013
  - 2e du championnat du Japon sur route
  - 3e du Tour de Guadeloupe
- 2014
  - 3e du Tour international de Constantine
  - 3e du Circuit international d'Alger

### Classements mondiaux
| Année            | 2005 | 2006 | 2007 | 2008 | 2009 | 2010 | 2011 | 2012 | 2013 | 2014 |
| ---------------- | ---- | ---- | ---- | ---- | ---- | ---- | ---- | ---- | ---- | ---- |
| UCI Africa Tour  |      |      |      |      |      |      |      | 93e  |      | 51e  |
| UCI America Tour |      |      |      |      |      | 24e  |      |      |      |      |
| UCI Asia Tour    | 85e  | 235e | 139e | 21e  | 32e  | 19e  | 25e  | 149e | 32e  | 233e |
| UCI Europe Tour  |      |      | 245e | 104e | 866e |      |      |      | 419e |      |